# Георги Иванов (кмет)
Вижте пояснителната страница за други личности с името Георги Иванов.
Георги Иванов е бивш кмет на община Хасково, автор на идеята за монумента „Света Богородица“, с който Хасково влиза в „Световни рекорди на Гинес“.
Георги Иванов е роден на 3 август 1954 година в Хасково. Иванов завършва висше образование в специалност „Промишлено и гражданско строителство“ на Висшия институт по архитектура и строителство. Професионалната му кариера започва в Пернишкия промишлен комплекс. След това работи във фирма „Софстрой“, „Минстрой“ и в Стамболово.
През 1989 г. бива избран за кмет на временната управа на община Стамболово. От 1990 г. е собственик на фирма за строителни дейности. През 1999 г. е издигнат за кмет на община Хасково, с подкрепата на СДС и печели изборите. През 2003 г. и 2007 г. е преизбран за кмет, съответно втори и трети мандат. Избран за четвърти мандат през 2011 г.
Осъден с влязла в сила присъда за разрушаване на паметник на културата.

## Личен живот
Женен, баща на двама сина и една дъщеря.